# Oskar Rieding
Oskar Friedrich Rieding (auch: Oscar; * 29. Juni 1846 in Bahn, Provinz Pommern; † 7. Juli 1916 in Cilli, Untersteiermark, Österreich-Ungarn) war ein deutscher Violinist, Musikpädagoge und Komponist. Er schuf etliche leicht spielbare Violinkonzerte für Anfänger, darunter das sehr eingängige Concerto op. 35 in h-Moll.

## Leben
Geboren 1846 als Sohn eines Dorfarztes in Pommern, besuchte Oskar Rieding zunächst die kurz zuvor gegründete Akademie der musikalischen Künste in Berlin. Er studierte dann von 1862 bis 1864 am Conservatorium der Musik zu Leipzig (der heutigen Hochschule für Musik und Theater „Felix Mendelssohn Bartholdy“) bei Ferdinand David und Raimund Dreyschock Violine sowie bei Ernst Friedrich Richter und Robert Papperitz Komposition. Gegen Ende der 1860er Jahre übersiedelte er zunächst nach Wien, wo 1871 Hans Richter, der zu dieser Zeit musikalische Direktor des nationalen Opernhauses in Budapest war, Rieding in die Erste-Violinensektion des dortigen Orchesters holte. Rieding wirkte dann für 32 Jahre in Budapest, ab 1884 in der Ungarischen Staatsoper. Nach dem Ende seiner Orchester-Laufbahn im Jahre 1903 zog er nach Cilli, wo er als Geigenlehrer und Organist sowie weiterhin als Komponist tätig war.
Rieding komponierte etliche Violinkonzerte in der Besetzung Violine mit Klavier (Fassungen für Orchester waren offenbar nie vorgesehen), die als sogenannte Schülerkonzerte einen jeweilig erlernten technischen Stand voraussetzen. Er schrieb Konzerte mit steigenden Anforderungen, für die 1. Lage (Op. 34–36), 1.–3. Lage (Op. 21), 1.–5. Lage (Op. 24, 25), 1.–7. Lage (Op. 7). Zudem komponierte er viele Salonwerke für Violine und Klavier.
An Riedings letztem Wirkungsort Celje wird seit 2017 jährlich die Oskar Rieding International Competition für junge Musiker ausgetragen.

## Werke (Auswahl)
- Concerto op. 7 in e-Moll (1899)
- Concertino in ungarischer Weise op. 21 in a-Moll (1905)
- Concertino op. 24 in G-Dur (1904)
- Concertino op. 25 in D-Dur (1904)
- Concerto op. 34 in G-Dur (1909)
- Concerto op. 35 in h-Moll (1909)
- Concerto op. 36 in D-Dur (1911)

### Noten
- Werke von und über Oskar Rieding in der Deutschen Digitalen Bibliothek
- Noten und Audiodateien von Oskar Rieding im International Music Score Library Project

### Videos
- Concertino in ungarischer Weise a-Moll op. 21 auf YouTube
- Tziganer Marsch Op. 23 Nr. 2 auf YouTube
- Air varié Op. 23 Nr. 3 auf YouTube
- Konzert für Geige und Klavier G-Dur Op. 24 auf YouTube
- Konzert D-Dur Op. 25 auf YouTube
- Konzert für Geige und Klavier G-Dur Op. 34 auf YouTube
- Konzert für Geige und Klavier h-Moll Op. 35 (1909) auf YouTube
- Concerto per violoncello e pianoforte h-Moll Op. 35 auf YouTube